# Yi Eok-gi
Yi Eok-gi (en hangul:이억기, en hanja:李億祺; 1561-1597) fue el comandante de la «flota del este de Jeolla» y más tarde comandante de la «flota de Jeolla occidental» durante la dinastía Joseon.
Yi fue uno de los mejores amigos del almirante Yi Sun Sin durante las invasiones japonesas a Corea convocadas por Toyotomi Hideyoshi. Yi falleció durante la batalla de Chilcheollyang, la única derrota naval coreana durante los 6 años de conflicto, mientras asistía al comandantre Won Gyun, quien fungía como el comandante naval de toda la flota coreana en ese momento. 
Después de que la flota japonesa los atacó, los barcos coreanos intentaron la retirada pero fueron abrumados por las fuerzas invasoras. Won Gyun y eok-gi intentaron huir después de que su barco fue hundido pero llegaron hasta una isla donde se encontraban tropas invasoras, por lo que ambos fueron asesinados en el lugar.